# Wayman Carver
Pour les articles homonymes, voir Carver.
Wayman Alexander Carver, né le 25 décembre 1905 à Portsmouth (Virginie), et mort le 6 mai 1967 à Atlanta (Géorgie), est un musicien de jazz américain, flûtiste, clarinettiste, saxophoniste alto et arrangeur.

## Biographie
Issu d'une famille de musiciens, il apprend très vite à jouer de la flûte. Il entame sa carrière musicale à Portsmouth avant de partir pour New York en 1931. En 1933, il rejoint Benny Carter, puis à partir 1934 travaille avec Chick Webb, en particulier sur les arrangements. À la mort de Webb (1939), il reste encore quelques mois dans l'orchestre à présent dirigé par Ella Fitzgerald, puis se consacre à l'arrangement et à l'enseignement. Il est connu pour être l'un des premiers flûtistes solistes de jazz.